# Горки (Краснопламенское сельское поселение)
Горки — деревня в Александровском районе Владимирской области России, входит в состав Краснопламенского сельского поселения.

## География
Деревня расположена в 19 км на северо-запад от центра поселения посёлка Красное Пламя и в 45 км на северо-запад от города Александрова, на границе с Московской областью.

## История
В конце XIX — начале XX века деревня входила в состав Вишняковской волости Переславского уезда, с 1926 года в составе Тирибровской волости Александровского уезда. В 1859 году в деревне числилось 18 дворов, в 1905 году — 18 дворов, в 1926 году — 25 дворов.
С 1929 года деревня входила в состав Вертягинского сельсовета Александровского района, с 1941 года — в составе Антоновского сельсовета Струнинского района, с 1965 года — в составе Александровского района, с 1984 года — в составе Обашевского сельсовета, с 2005 года — в составе Краснопламенского сельского поселения. 

## Население
| 1859 | 1905 | 1926 | 2002 | 2010 | 2021 |
| ---- | ---- | ---- | ---- | ---- | ---- |
| 55   | ↗97  | ↗129 | ↘6   | ↗7   | ↘4   |